# Les (Catalonië)
Les is een gemeente in de Spaanse provincie Lleida in de regio Catalonië met een oppervlakte van 23 km². Les telt 958 inwoners (1 januari 2016).

## Burgemeester
De burgemeester van Les is Emilio Medán Ané (PSOE).

## Geografie
Les grenst in Spanje aan de gemeenten Bausen, Bossòst, Canejan, Vilamòs en in Frankrijk aan Artigue en Sode. Door Les stroomt de Garonne.

## Galerij

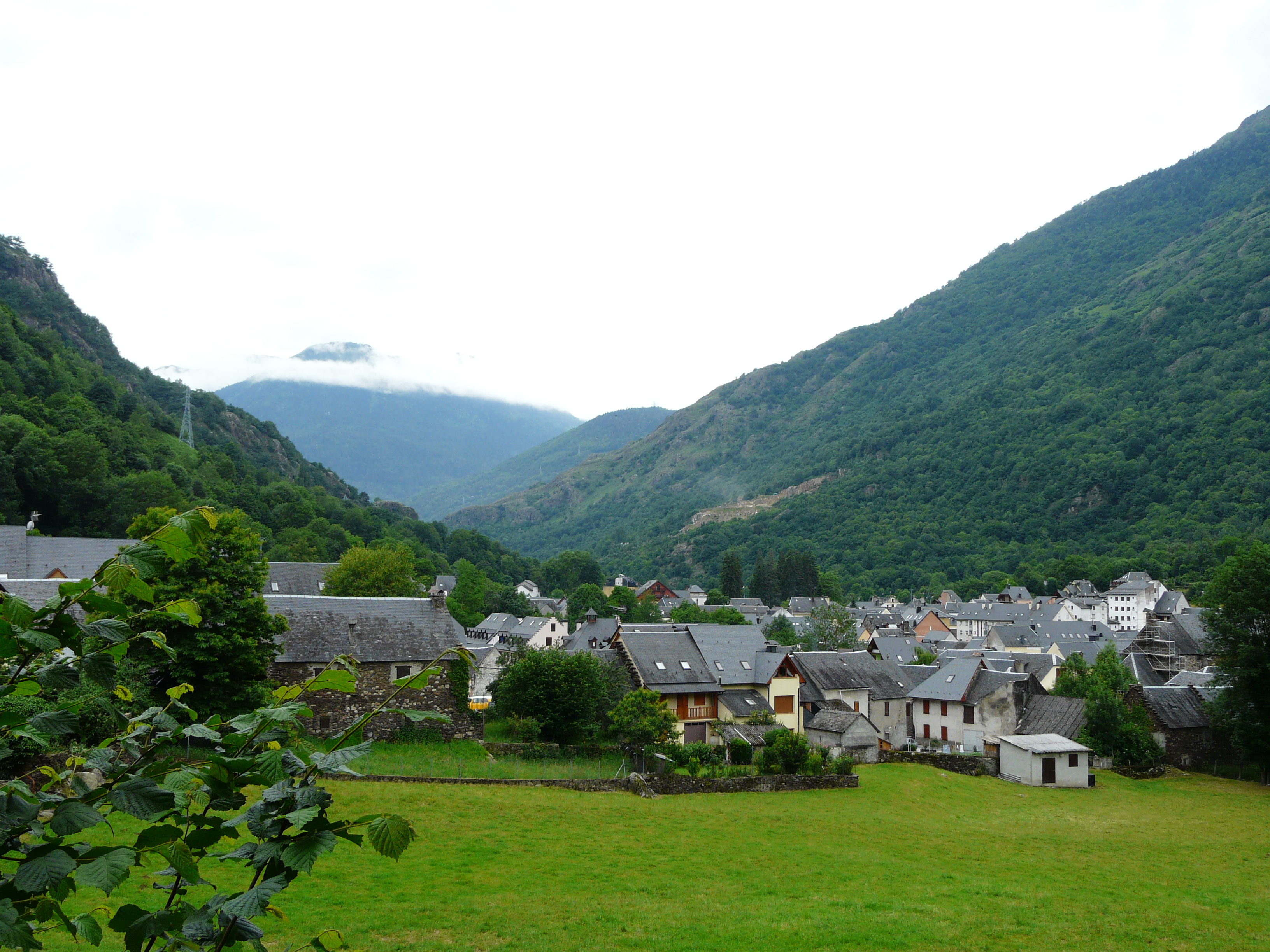
Uitzicht op Les
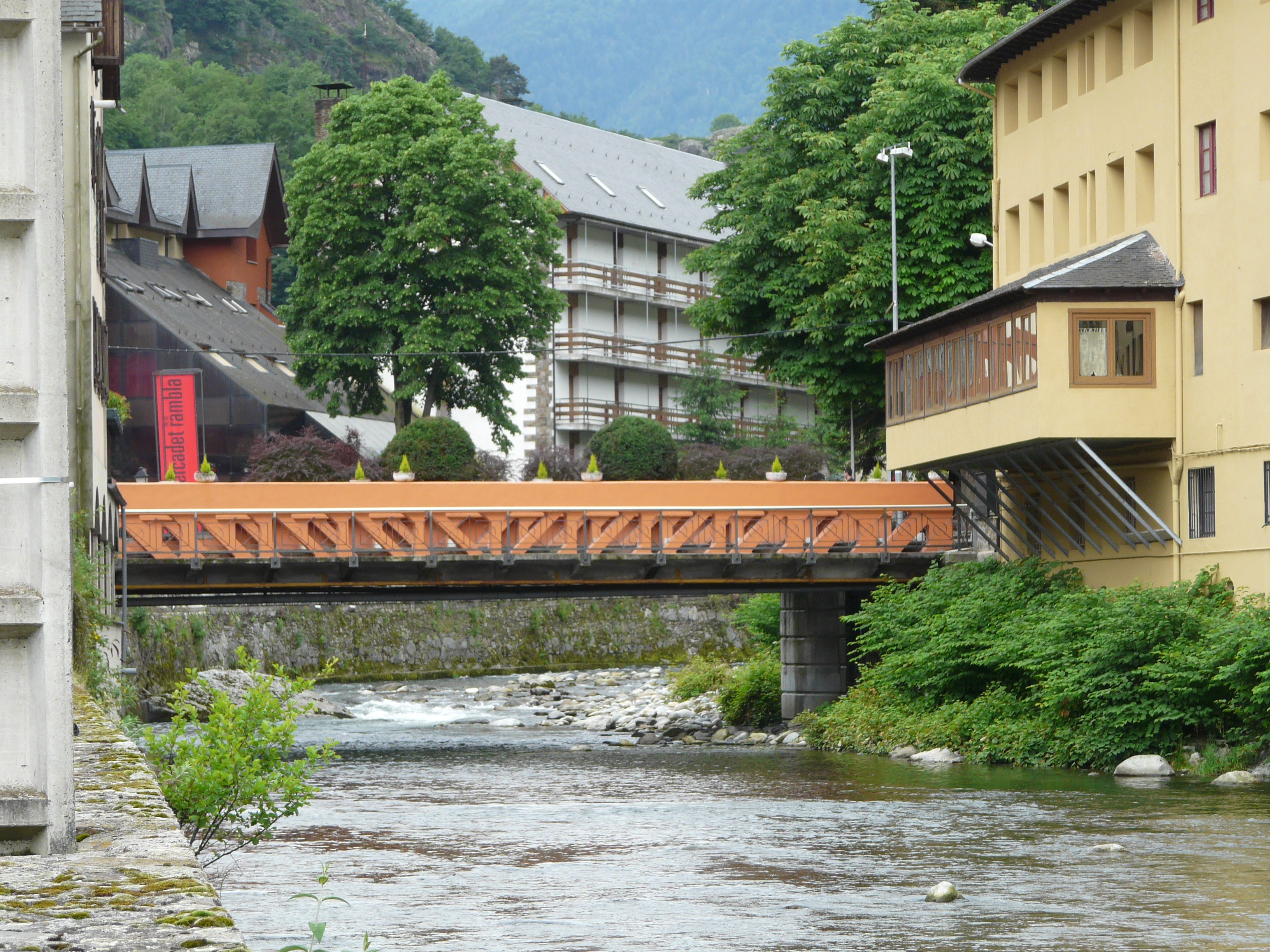
Brug over de Garonne in Les